# Phare d'Isokari
Le phare d'Isokari (en finnois : Isokarin majakka) est un phare situé sur l'île d'Isokari, dans le golfe de Botnie, appartenant à la municipalité de Kustavi, en Finlande du Sud-Ouest (région de Finlande).
Le phare d'Isokari est inscrit au répertoire des sites culturels construits d'intérêt national  par la Direction des musées de Finlande  en date du 22 décembre 2009.

## Histoire
Isokari est une île située à environ 20 km à l'ouest d'Uusikaupunki qui est accessible par le ferry de ce port. Le phare, mis en service en 1833, est érigé sur le point le plus haut de l'île. À son origine le phare était peint en jaune. La lanterne d'origine en bois a été remplacée en 1899. Le phare a été électrifié en 1952 et a bénéficié du système optique à lentille de Fresnel provenant du phare de Marjaniemi construit à Paris en 1872.
Ce phare historique est celui des plus vieux du golfe de Botnie. Il est de conception impériale russe classique, comme le célèbre phare de Tolbukhin à l'approche de Saint-Pétersbourg (bien que les deux phares diffèrent dans beaucoup de détails). Le site est ouvert pendant l'été et la tour est visitable.

## Description
Le phare  est une tour circulaire en maçonnerie de 37 mètres de haut, avec galerie et lanterne. La tour est peinte en blanc avec trois bandes horizontales rouges. Il émet, à une hauteur focale de 49 mètres, un long éclat blanc toutes les 20 secondes. Sa portée nominale est de 19 milles nautiques (environ 35 km).

Identifiant : ARLHS : FIN-010 - Amirauté : C4450 - NGA : 16968.

## Caractéristique dufeu maritime
Fréquence : 20 secondes (W)
- Lumière : 2,3 secondes
- Obscurité : 17,7 secondes

|               |
| Plan du phare |

|          |
| Le phare |

### Lien connexe
- Liste des phares de Finlande